# Antal Majnek

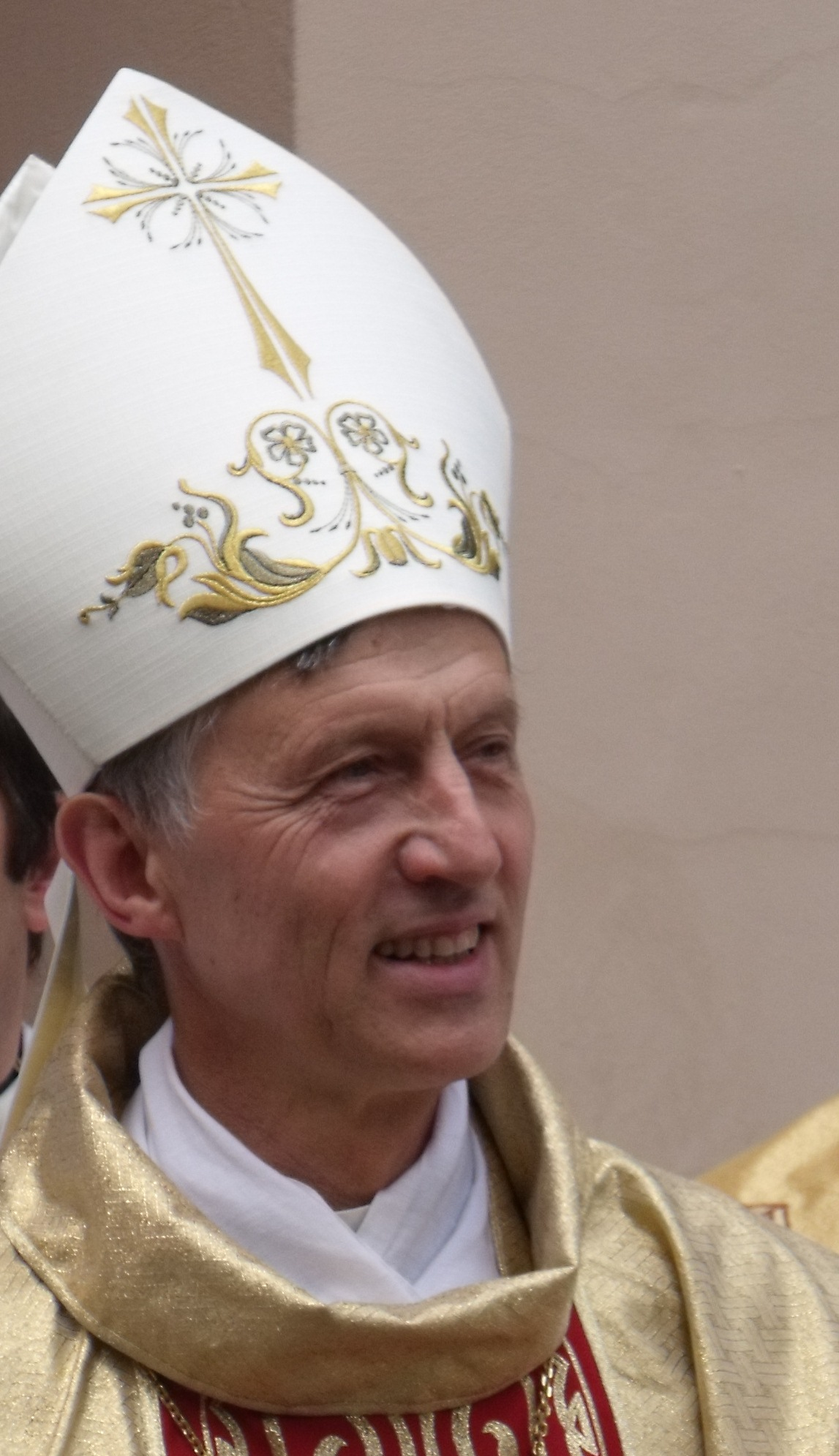
Antal Majnek (2010)

Antal Majnek OFM (* 18. November 1951 in Budapest) ist ein ungarischer Ordensgeistlicher und emeritierter römisch-katholischer Bischof von Mukatschewo.

## Leben
Antal Majnek trat der Ordensgemeinschaft der Franziskaner bei und empfing am 17. April 1982 die Priesterweihe.
Papst Johannes Paul II. ernannte ihn am 9. Dezember 1995 zum Weihbischof in Transkarpatien und zum Titularbischof von Febiana. Die Bischofsweihe spendete ihm der Papst persönlich am 6. Januar des nächsten Jahres; Mitkonsekratoren waren Giovanni Battista Re, Substitut des Staatssekretariates, und Jorge María Mejía, Sekretär der Kongregation für die Bischöfe und des Kardinalskollegiums. Als Wahlspruch wählte er „Deus Fortitudo Mea“.
Am 7. Oktober 1997 wurde Antal Majnek zum Apostolischen Administrator von Transkarpatien ernannt. Mit der Erhebung zum Bistum am 27. März 2002 wurde er zum ersten Bischof von Mukatschewo bestellt. Papst Franziskus nahm am 28. Januar 2022 das von Antal Majnek vorgebrachte Rücktrittsgesuch an.